# Onychogomphus rossii
Onychogomphus rossii – gatunek ważki z rodziny gadziogłówkowatych (Gomphidae). Znany tylko z miejsca typowego w dorzeczu Okawango w Angoli.